# Мальцов Микола Сергійович
Микола Сергійович Мальцов (спотвор. Мальцев; (9 березня 1849, Санкт-Петербург — 30 серпня 1939, Ментона) — шталмейстер найвищого двору, засновник Сімеїзської обсерваторії в Криму, почесний член Російської академії наук. Цікавився філософією, історією та астрономією.

## Життєпис
Син російського промисловця Сергія Івановича Мальцова (1810—1893) від шлюбу з княжною Анастасією Миколаївною Урусовою (1820—1894). Народився в Петербурзі, охрещений 19 березня 1849 року в Симеонівській церкві, при сприйнятті діда Івана Якимовича Мальцова та Т. Б. Потьомкіної.
У 1864 році князь Леонід Дмитрович Урусов, який був одружений на сестрі Миколи Сергійовича — Марії Сергіївні Мальцової, подарував братові своєї дружини, який служив при дворі Олександра II, маєток Воскресенський, в Тульській губернії. Микола Сергійович активно займався поліпшенням господарювання у Воскресенському. Запросив хорошого керуючого, агронома-садівника, насадив липовий парк, збудував будинок-палац (за радянських часів у ньому розміщувався дитячий будинок, а потім школа). На добрих землях став отримувати непогані врожаї жита та картоплі. Нарешті, в 1897 увійшов до ладу винокурний завод. Велика рогата худоба та свині почали відгодовуватись бардою з цього заводу, соковитою конюшиною та тимофіївкою під наглядом агронома. Зерно і картопля не гнили — їх переробляв гуральний завод. З курских та кримських маєтків Мальцев привозив фрукти та ягоди, на основі яких винокурний завод випускав чудові настоянки.
Після смерті 21 грудня 1893 року батька Сергія Івановича Мальцова, Микола Сергійович, разом з братом Іваном, вступили у володіння маєтком Новий Сімеїз, у східній частині якого, в старому парку, в 1895—1896 році Микола Сергійович збудував будинок, в якому прожив до 1919 року. У січні 1909 року брати Мальцови вирішили розділити сім'їзський маєток у приблизно рівних частках і Микола Сергійович отримав східну частину, де переважно знаходилися сільгоспугіддя.
У 1900 році в Криму на горі Кішка (трохи вище за Сімеїз) побудував невелику астрофізичну обсерваторію, де були вежа з цейсівським телескопом, двокамерний астрограф та інше обладнання. Після ознайомлення з Олексієм Ганським астрономом та співробітником Пулковської обсерваторії, Мальцов передав свою обсерваторію у дар Пулковській обсерваторії.
Микола Мальцов був обраний почесним членом Російської академії наук, від почестей він відмовився. Але одна з перших малих планет, відкритих у 1913 році в Криму, названа «Мальцовією» на честь Миколи Мальцова. «Мальцовія» стала першою планетою, якій було присвоєно ім'я росіянина.
У 1919 після революції Микола Мальцов емігрував до Франції. Не маючи сім'ї, останні роки життя провів у Російському домі — будинку для літніх емігрантів. Помер 30 серпня 1939 і був похований у Ментоні, (департамент Приморські Альпи, Франція), в огорожі церкви Пресвятої Богородиці та Миколи Чудотворця.